# Giovanni Palazzolo
Giovanni Palazzolo (Balestrate, 4 ottobre 1896 – 17 aprile 1972) è stato un politico e avvocato italiano.

## Biografia
Laureato in giurisprudenza ed avvocato di professione, fu parlamentare nella Iª, IIIª e IVª legislatura. Tra gli incarichi di rilievo, la vicepresidenza della commissione per l'esame delle domande di autorizzazione a procedere in giudizio. Morì nel 1972. Fu anche deputato nella IIIª legislatura dell'Assemblea regionale siciliana e combattente della 1ª guerra mondiale. Decorato al Valore Militare con medaglia d'argento sul campo.

## Incarichi
- - Iª Legislatura della Repubblica Italiana.
- IX Commissione agricoltura e foreste – alimentazione, membro dal 15 giugno 1948 al 1 luglio 1950.
- Commissione d'indagine per esaminare la fondatezza delle accuse rivolte al deputato Giulio Spallone, membro dal 5 ottobre 1949 al 29 ottobre 1949. Subentra a: Francesco Cocco Ortu.
- VII Commissione lavori pubblici, membro dal 1 luglio 1950 al 24 giugno 1953.
- Commissione parlamentare d'inchiesta sulla miseria in Italia e sui mezzi per combatterla, membro dal 12 maggio 1952 al 24 giugno 1953.
  - IIIª Legislatura della Repubblica Italiana.
- IV Commissione giustizia, membro dal 12 giugno 1958 al 15 maggio 1963.
- Giunta per l'esame delle domande di autorizzazione a procedere in giudizio, membro dal 13 giugno 1958 al 15 maggio 1963.
  - IVª Legislatura della Repubblica Italiana.
- Giunta per l'esame delle domande di autorizzazione a procedere in giudizio, Vicepresidente dal 21 giugno 1963 al 4 giugno 1968.